# 蛇皮
蛇皮（じゃび、じゃひ、だひ、へびがわ）または蛇の皮は、生きている蛇（ヘビ）の皮、脱皮後のヘビの抜け殻、あるいは死んだヘビの皮から作られた革（蛇革）のいずれかを指す。
ヘビの皮と鱗は様々なパターンと色を持ち、カモフラージュによって捕食者から身を守る助けとなっている。
これらの鱗の色と暈色（虹色）は、大部分はヘビの皮の真皮に位置する色素胞の種類と量によって決まる。皮と鱗はヘビが移動するためにも重要な要素である。皮と鱗は地面を滑る時に体を保護し、摩擦を最小化する 。

## 生きているヘビの皮
生きているヘビにおいて、その皮は様々な形式で剥離する。起伏のある生息環境に対抗するため、ヘビは特殊化した多層構造の組織化された真皮構造を形作ってきた。これによって、粗い地面の上を移動する時に安全と効果的なすべり運動がもたらされる。

### 模様

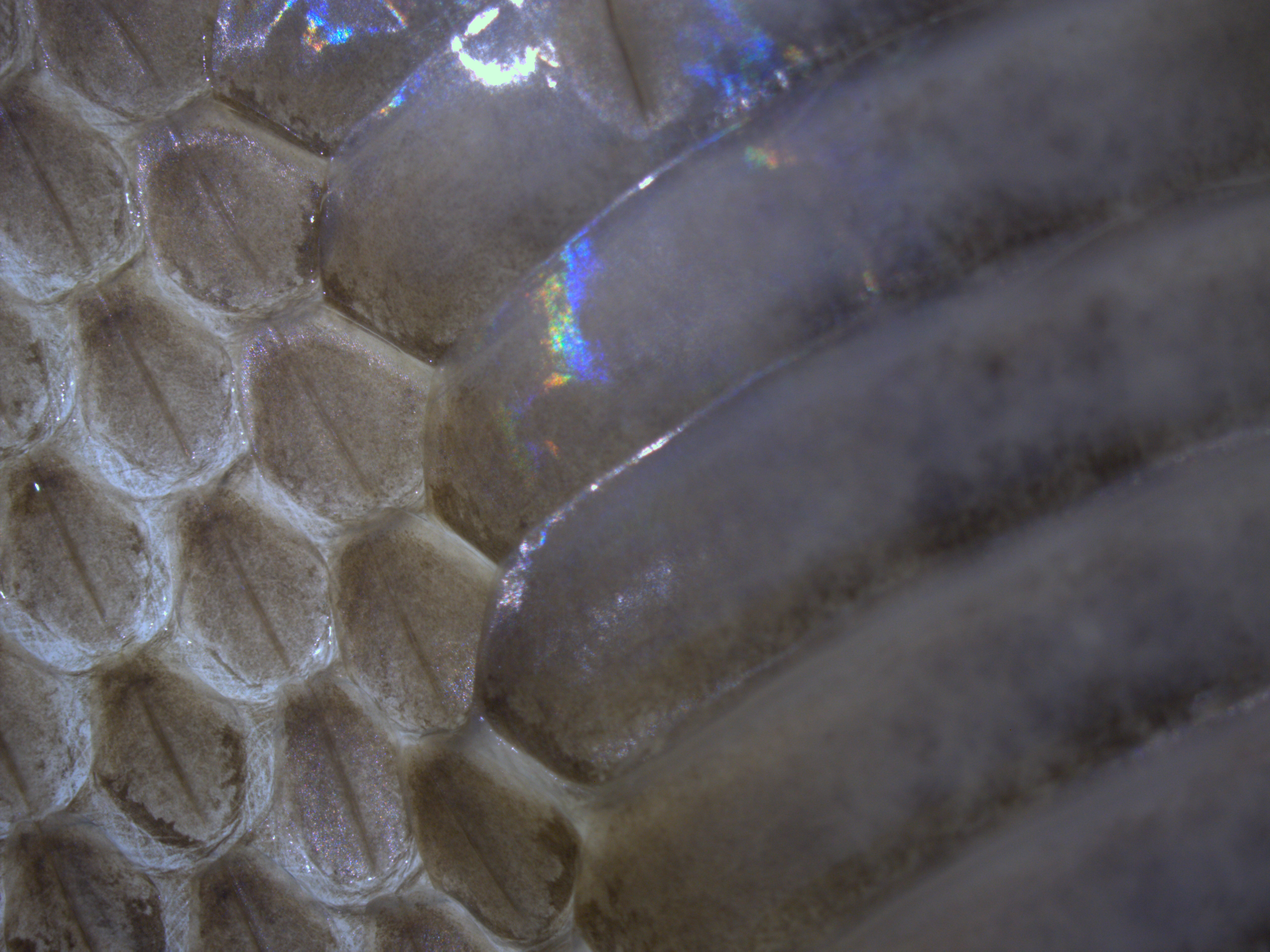
右側の大きな鱗甲は腹部を覆っている。小さな鱗は腹部以外の部分を覆っている。

#### 柄の形成
ヘビは華美な柄を持つことがある。ヘビの表皮の配色は、カモフラージュ、熱の吸収あるいは反射など多くの機能を果たしうるし、よく分かっていない他の役割を果たしているかもしれない。皮膚中のメラニン細胞はしばしば重なり合い、はっきりと見分けがつく複雑なパターンを形成している。ヘビの柔らかい外皮が硬い鱗とは異なる色を持つこともある。これは、捕食者を制止する手法としてしばしば利用される。

#### 色彩と暈色（虹色）

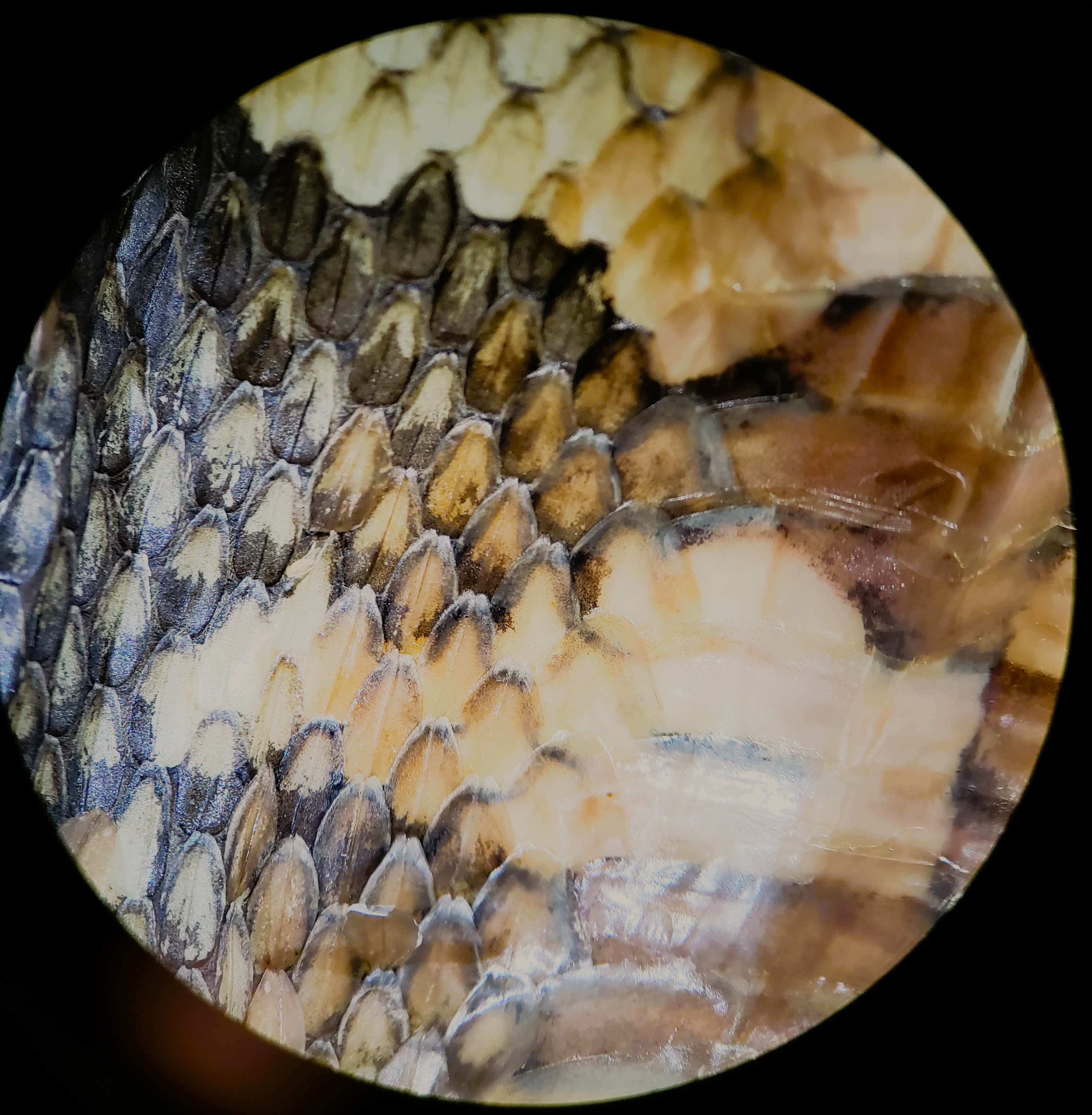
異なる色素胞によって生じるガーターヘビの背部の鱗の色のばらつき。

ヘビの色は主に色素細胞とそれらの分布による。鱗の中には中心が薄く色付いているものがあるが、これはクチクラが減少した領域から生じる。クチクラが薄いことは、そこに感覚器が存在していることを示している。鱗は一般的に数が非常に多く、表皮を覆っており、形状や色はさまざまである。真皮中の色素胞は、表皮角質層を通って光が照ると着色する。黒色素胞（メラノフォア）は茶色を生み出し、グアニン色素胞（グアノフォア、白色素胞）と対になると灰色を生み出す。グアノフォアと黄色素胞（リポフォア）が対になると黄色が得られる。グアノフォアと赤色素胞（アロフォア）がメラノフォアに加わると、赤色色素が得られる。カロテノイドもオレンジ色と赤色を生み出すのを助ける。暗い色のヘビ（暗褐色や黒色）は表皮でメラニン細胞が活発なためそのように見える。メラニン細胞がないと、アルビノ個体となる。蛇は青色や緑色の色素を持っていない。代わりにこれらの色はグアノファオ（虹色素胞、虹細胞とも呼ばれる）から生じる。虹細胞は表皮の中に存在し、多くの暗い色のヘビの暈色の原因である。雄と雌では異なる色を示すことがあり、一部の種の孵化したての幼蛇と成体でも同様である。

### 構造と機能

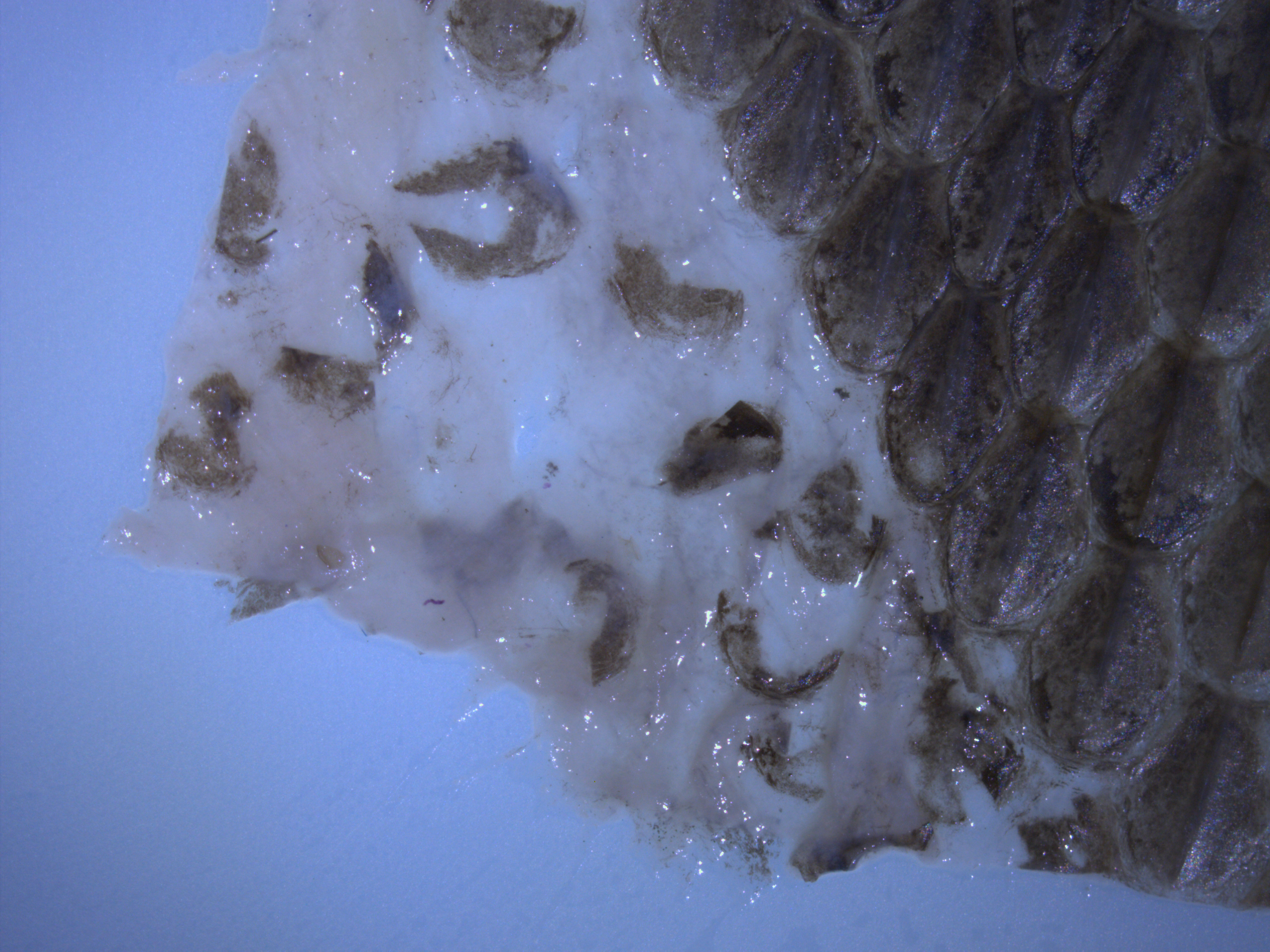
鱗が除去された後のガーターヘビの剥き出しの外皮。

蛇皮（外皮）は、単なる模様や鱗以上のものである。鱗と模様は蛇皮の特徴的な要素であり、これらは柔らかく複雑な外皮に由来する。これらの鱗模様は種に固有のものであり、鱗それ自身はヘビと地面との間の摩擦緩衝材となることによってヘビの移動を助ける。

#### 組織
ヘビを含む爬虫類は、表皮の鱗という形で表皮が広範なケラチン化（角質化）を起こしている。ヘビの表皮は4層から構成されている。ヘビの皮の外層は周期的に剥れ落ちる一時的な層であり、高度にケラチン化している。外層の下にあるのが皮質層（角質層）で、肥厚しており、柔軟である。角質層の下にあるのが中間帯（顆粒層）と基底層である。ヘビの真皮は上皮の下に存在する。ヘビの真皮は一般的に繊維質で、あまり目立たない。真皮内には色素細胞、神経、コラーゲン線維がある。神経線維はヘビの上皮の、鱗の近くにまで延びる。皮下組織は真皮の下にある薄い層で、主に脂肪を蓄えている。

#### 摩擦低減と保護
ヘビの皮は物理的な保護層である。傷を防ぎ、乾燥を防ぎ、摩擦を最小化する。ヘビの皮は柔らかく柔軟な内層（アルファ層）と硬く、柔軟性に乏しい外層（ベータ層）から構成される。肢を持たないため、ヘビの胴体は常時地面と接触しており、大きな摩擦が生じる。その結果、前進するためには摩擦の最小化と、十分な推進力を得るために摩擦を作り出すことの両方が必要である。鱗と皮の方向性がこれを達成する助けとなる。鱗のナノ構造はこの過程において役割を果たしていることが実証されている。具体的には、内側のアルファ層は、トラクションに対する機械的抵抗のための細胞骨格タンパク質として機能するα-ケラチンを含む。摩擦をさらに低減するため、ヘビの中には鱗を磨くものもいる。ヘビは鼻腔から油状物質を分泌し、鱗全体に擦り付ける。これを行う間隔はヘビの種によって様々であり、頻繁に行う種もいれば、脱皮後にのみ行う種もいる。鱗磨きは耐水性を得るための手段として使われていると考えられている。また、化学的なメッセージや摩擦軽減においても役割を果たしているかもしれない。最後に、鱗と皮のケラチン質は体を保護する役割を果たす。β-ケラチンは鱗の形成を助けることが分かっている。これは、ケラチンタンパク質が密に詰め込まれた上皮の鱗の前角質層を形成し、厚い角質保護層を作るためである。

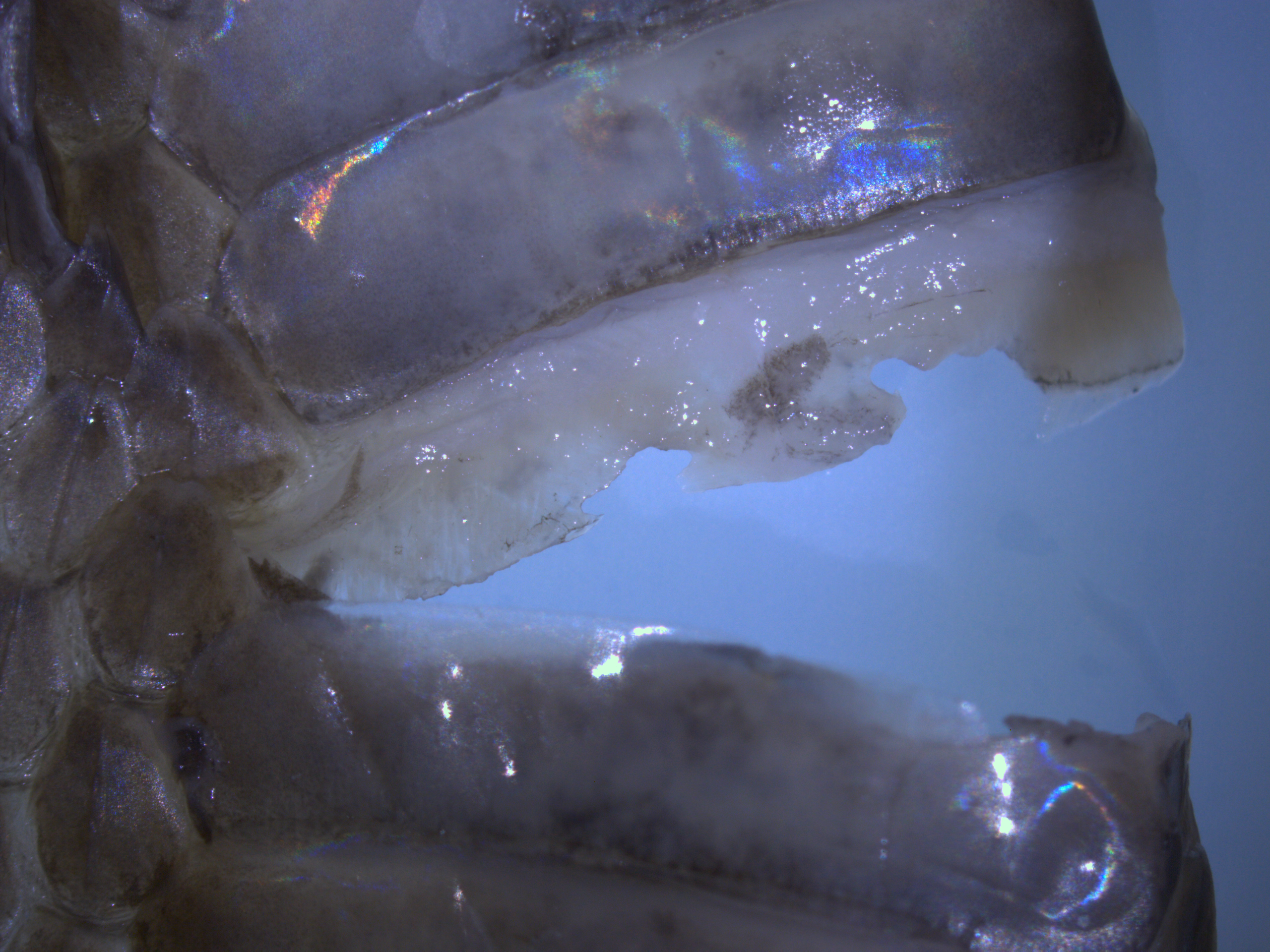
ガーターヘビの鱗甲の下側の剥き出しの外皮。

#### 透過性
皮膚の透過性は、乾燥問題に役立つように季節によって変化しうる。砂漠のヘビは一般的に不透水性の皮を持ち、水生のヘビはより透水性の皮を持つことが知られている。ヘビの中には1年を通して生息環境を変化させるものもあり、結果として皮膚の透水性も変化させているかもしれない。

#### 腺
ヘビの皮には多くの腺は存在しない。ほとんどのヘビの腺は全分泌腺である。これは、腺の細胞が腺が作る物質と共に分泌されることを意味する（細胞膜が破裂する）。ヘビのこれらの全分泌腺は自身への血液供給は受けておらず、そのため血管が発達した結合組織と密に接している。ヘビは交尾相手の誘引を助ける腺も持つ。ウミヘビの中には摂取した過剰な塩を排出するのを助ける塩腺を持つものもいる。爬虫類のほとんどの腺についてはよく分かっていない。

#### 移動と柔軟性
ヘビの鱗の下に位置する皮はヘビの柔軟性にも貢献している。ヘビの鱗の間の領域はアルファ層と呼ばれる柔らかい外皮で作られる。この層は、柔軟性と移動を可能にするα-ケラチンで構成される。ヘビの動きやすさは摩擦面への皮の接触に依存しており、ヘビの皮の摩擦学的挙動によってすばやく正確な方向の変更を可能としている。なめらかな滑りを実現するために、ヘビの皮は鋭い棘と、連結した縦方向の稜線から構成される。ヘビの皮は腹面に沿った高度に秩序立った「微細毛」も含んでおり、この微細毛は尾側に配向している。これらの特徴を共に利用して、ヘビは低摩擦面上を効果的に前方へ滑ることができ、後ろ向きに後退りする必要がある時は高い摩擦を作り出す。

### 系統学
ヘビは爬虫類の鱗竜類と呼ばれるグループに属する。鱗竜類は重なり合ったウロコを持つ爬虫類である。鱗竜類はさらに全てのヘビとトカゲが含まれる有鱗目とムカシトカゲ目（ムカシトカゲ2種）に分けられる。

## ヘビの抜け殻

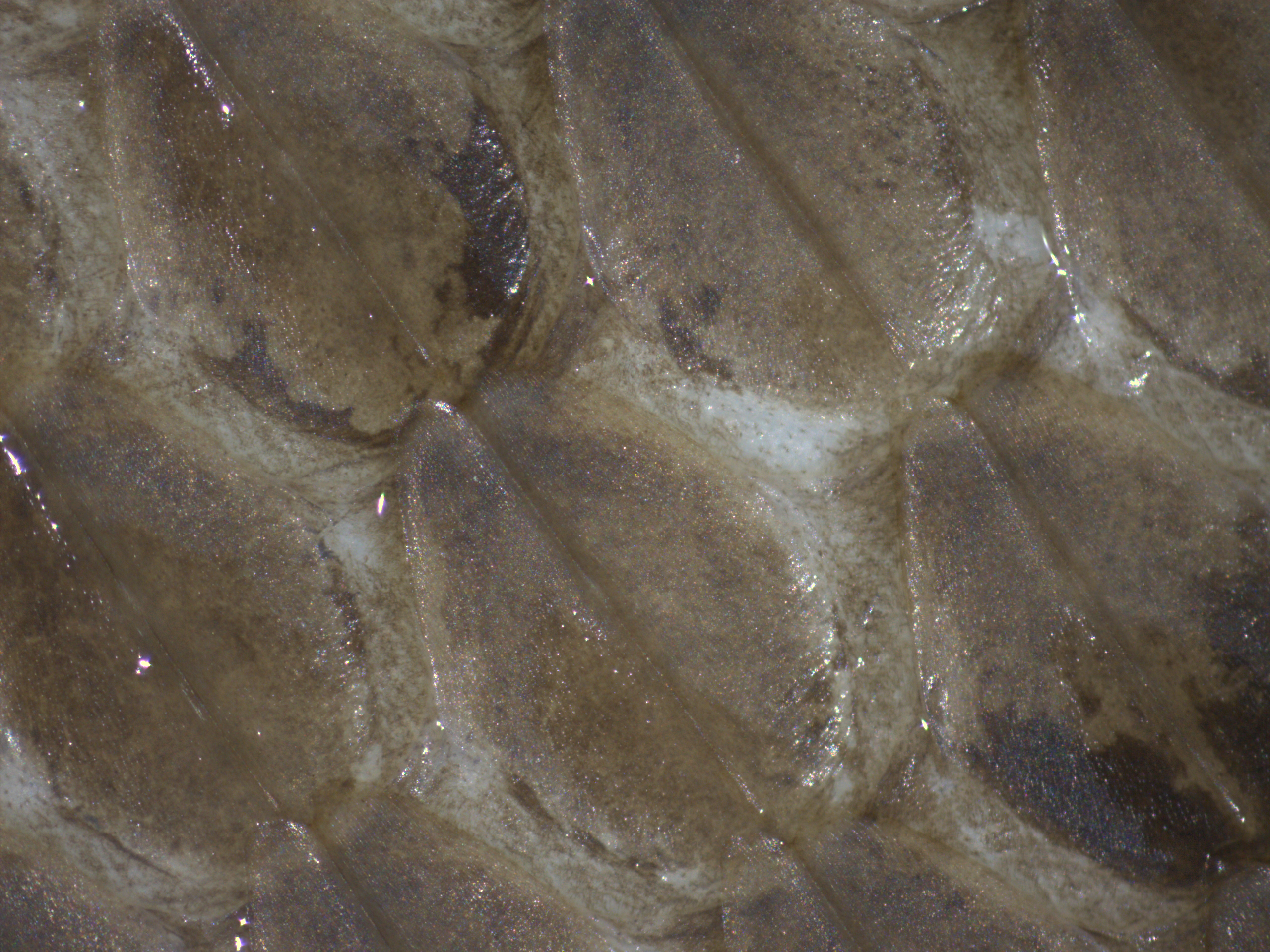
ガーターヘビの鱗の拡大写真。鱗の間に柔らかい外皮が存在することと、鱗がどのように重なり合っているかが分かる。

ヘビは定期的に脱皮する。脱皮は様々な生物でよく見られ、上皮の外層全体が失われる。蛇は皮を脱ぐために粗い地面に対して体を擦り付ける。皮はそれぞれの鱗の表と裏の両方を覆っているため、抜け殻はそれを抜いだヘビよりもかなり長い。
世界中で蛇は信仰の対象となってきた。ヘビの抜け殻を幸運の印として、財布や箪笥に入れる風習は日本全国で見られる。アイヌ語では蛇の抜け殻を「カムィサランペ（神〈の〉絹布）（kamuysarampe）」と呼び、豊作の印と喜ばれたり、イボ取りに効果があるとして重宝された。
ヘビの抜け殻を乾燥したもの（スジオナメラ、シュウダ、アカマダラ、アオダイショウ、シマヘビ、ヤマカガシなどに由来）は、蛇退皮（じゃたいひ、ジャタッピ）または蛇蛻（だせい、だぜい）と呼ばれ、中国医学で使用される。

## 蛇革

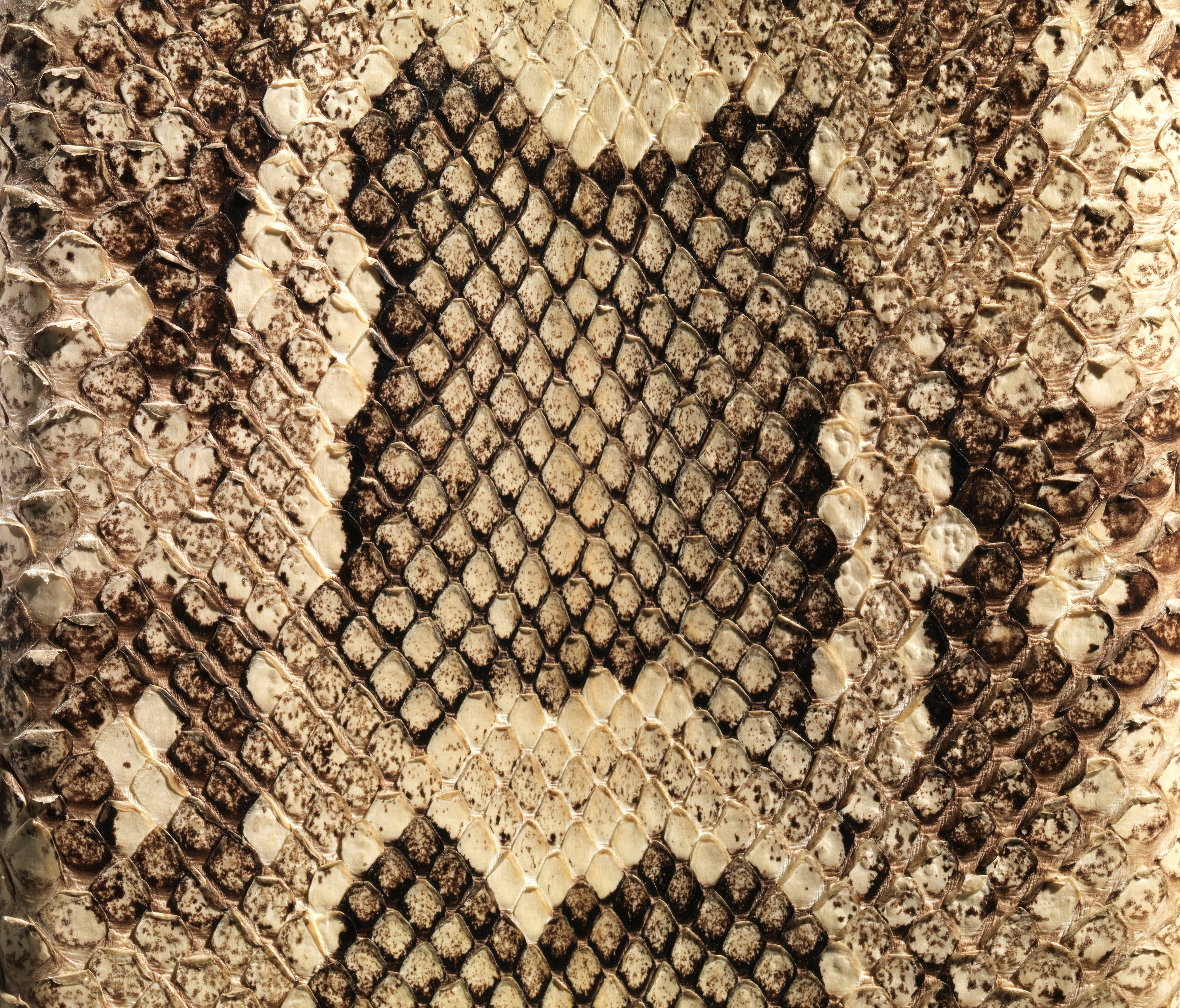
巻きたばこ入れを作るために使われるベージュと茶色の模様の蛇革の拡大写真

ヘビの皮は、ベストやベルト、ブーツ、靴といった衣服やハンドバッグや財布といったファッションアイテムを作るために使われる。また、ラワープ、二胡、板胡、三弦、三線といった弦楽器の共鳴板を覆うために使われる。蛇皮を使った三弦や三線は、日本本土の三味線と区別して「蛇皮線（じゃびせん）」という俗称で呼ばれた。
蛇革は、ワニ（アリゲーター、クロコタイル）、トカゲ、ダチョウ、エミュー、ラクダなどと並んでエキゾチックレザーと見なされる。また、クロコダイル革やトカゲ革と共に、うろこ状の見た目を持つ爬虫類革に分類される。商業的に蛇革として利用されるのは、アミメニシキヘビ、ビルマニシキヘビ、スマトラアカニシキヘビ（ヒイロニシキヘビ）、アフリカニシキヘビ、アナコンダ、ボアコンストリクター、キングコブラ、ナンダ、ジャワヤスリヘビ（ヤスリミズヘビ）、エラブウミヘビなどである。
奄美群島では、ハブと共にアカマタが蛇皮製品用として捕獲されていた。
商業的に主に使用されるビルマニシキヘビとアミメニシキヘビはワシントン条約の附属書IIに記載されており、加工品の輸入についても輸出国の輸出許可書と輸出入の際に手続きが必要である。ニシキヘビの養殖はベトナムで盛んに行われている。

ヘビの皮で作られた物
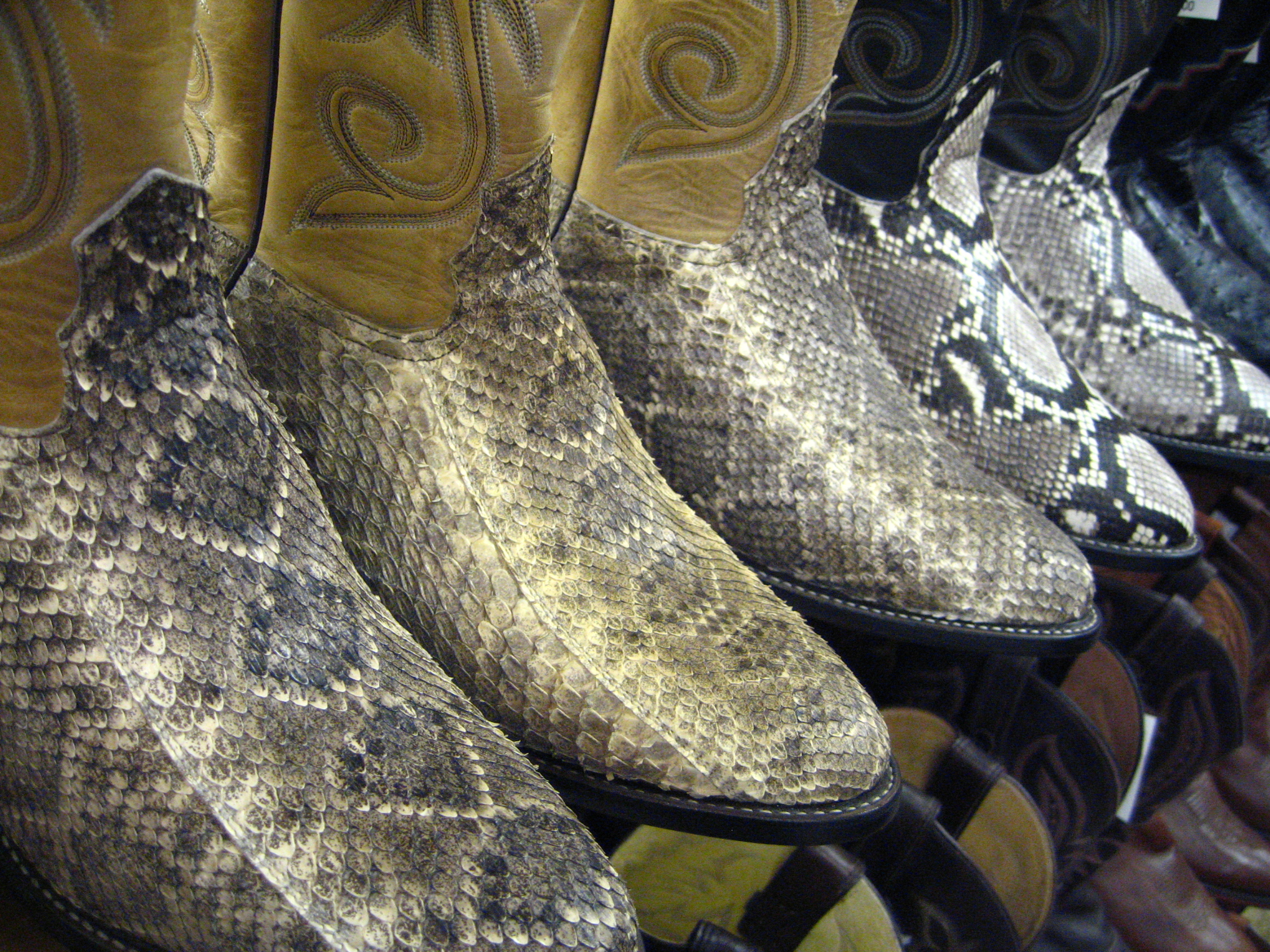
アリゾナの蛇皮ブーツ
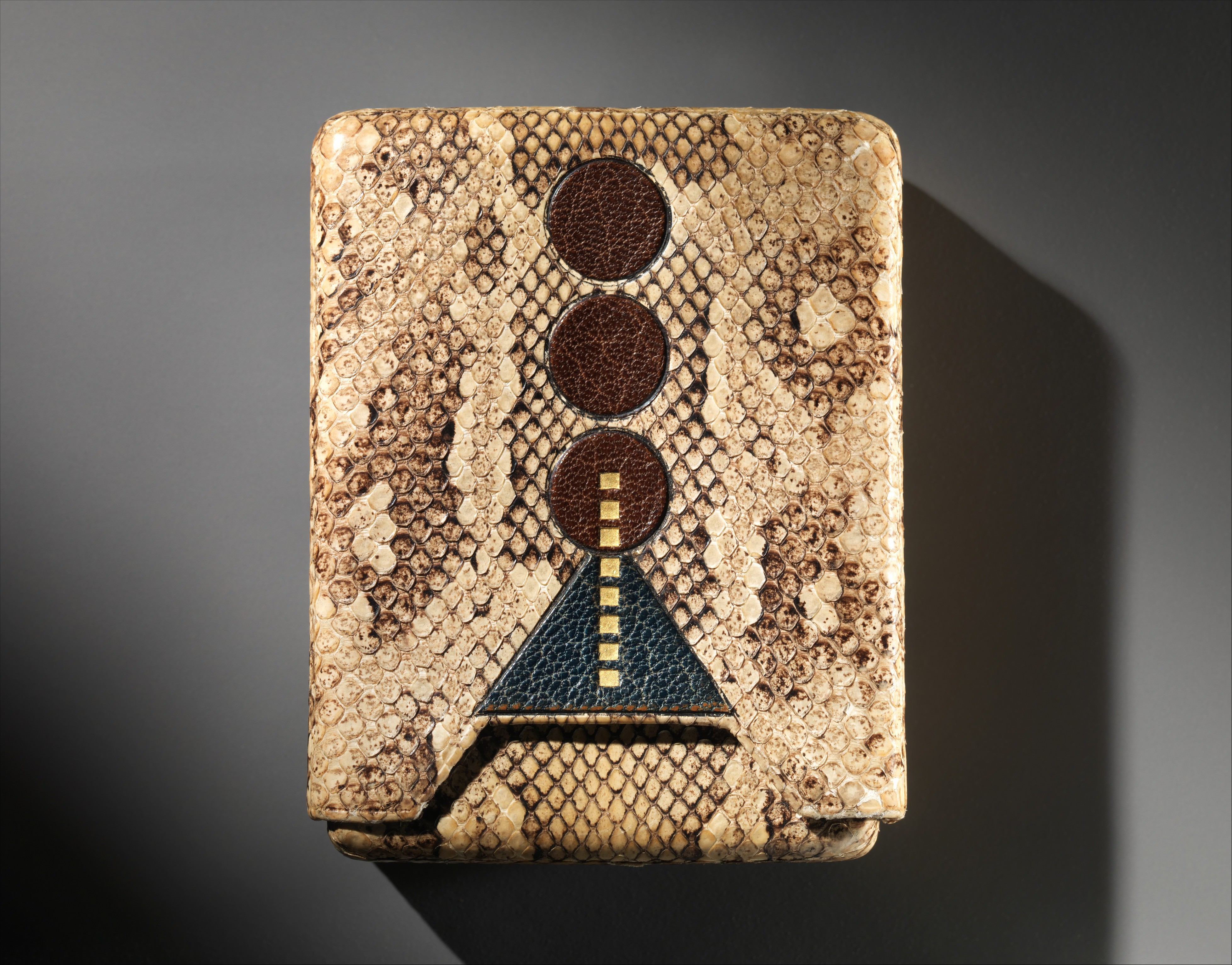
アール・デコ期の蛇皮巻きたばこ入れ（1925年頃）
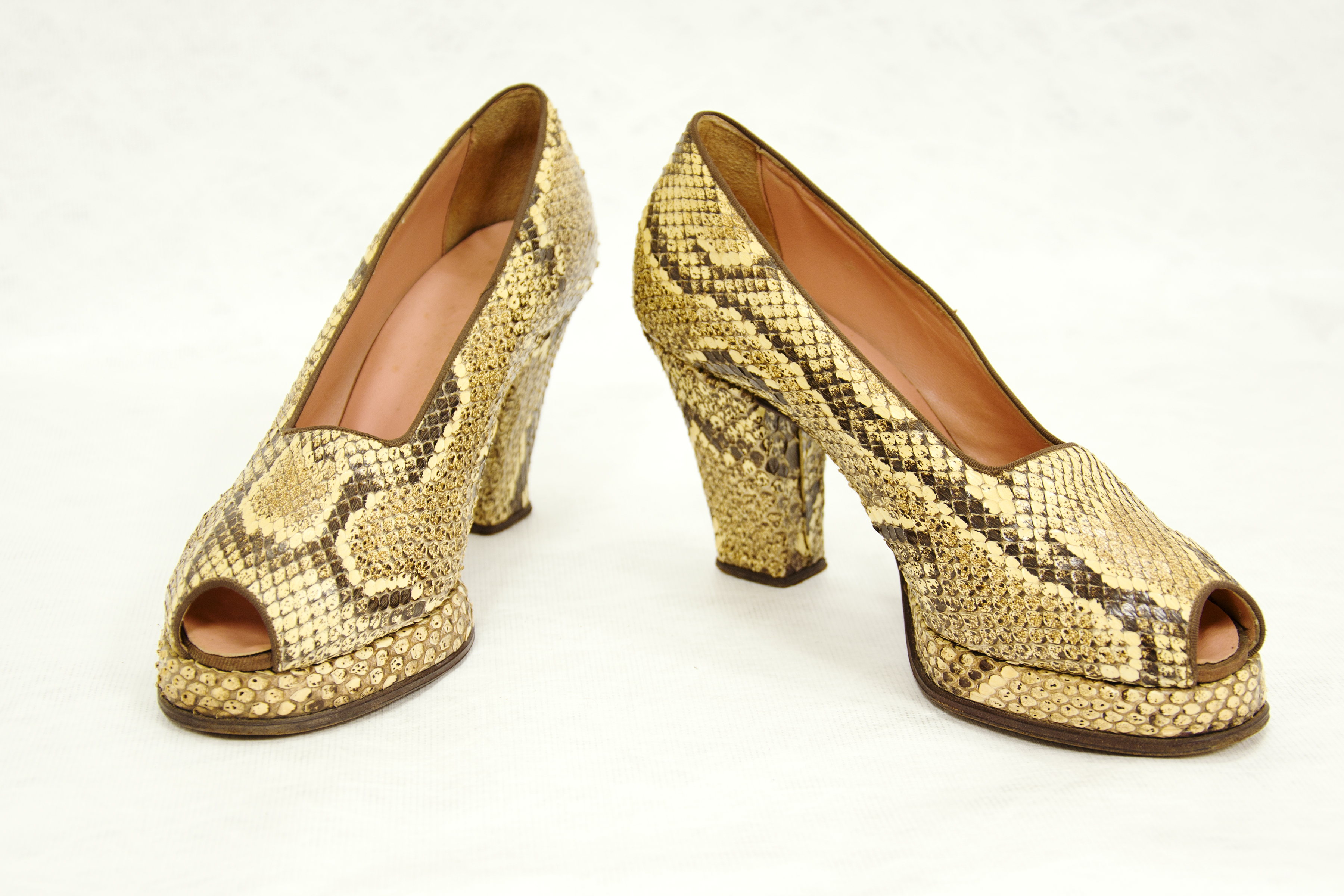
女性用ハイヒール（1930年代）
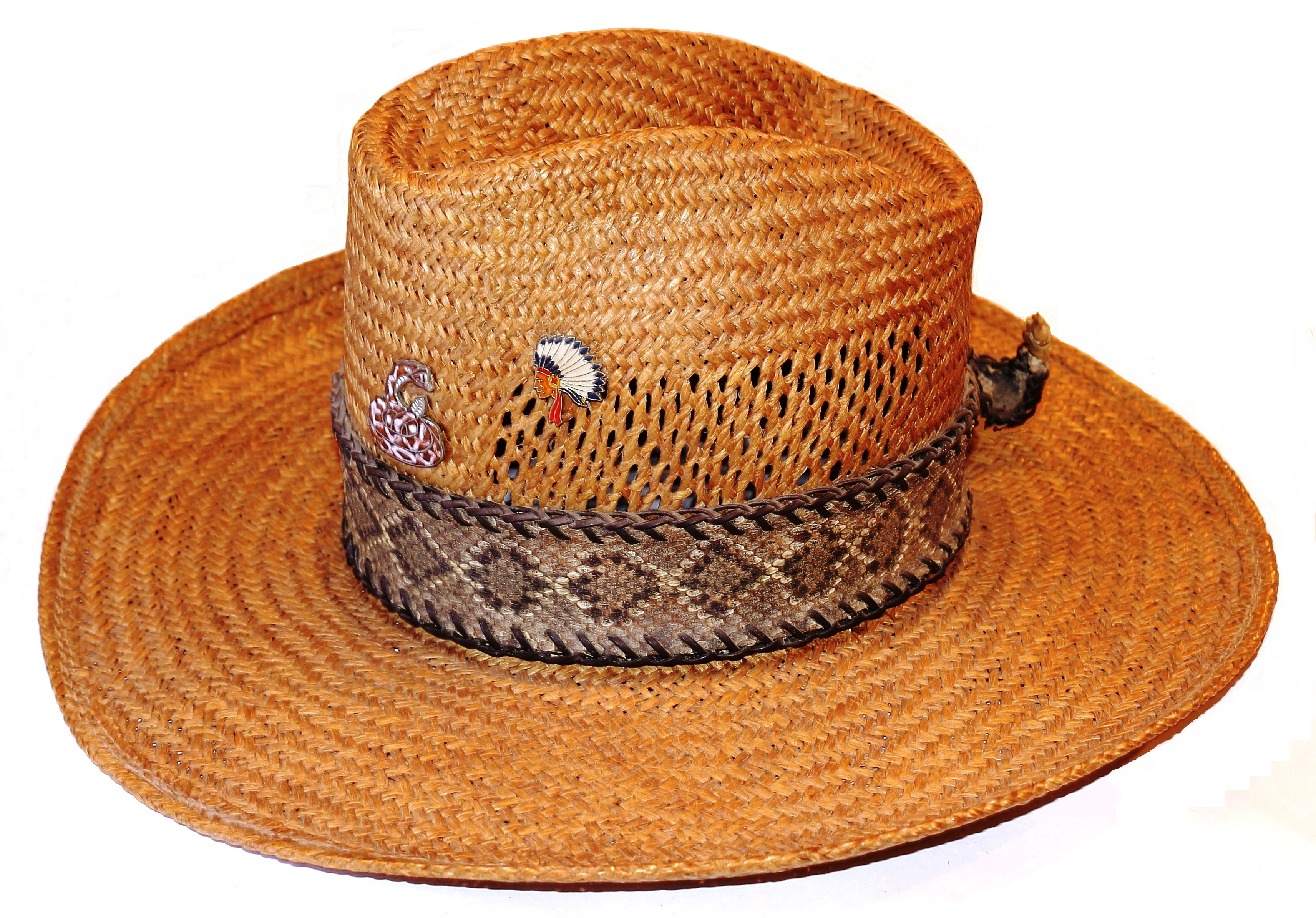
ガラガラヘビの皮製の装飾付きのテキサスの麦藁帽子
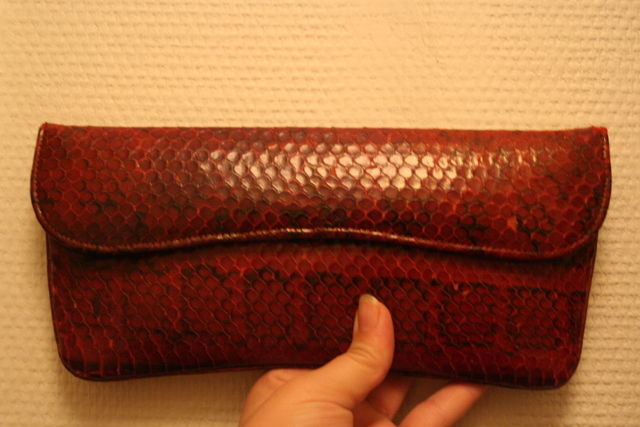
赤い蛇皮製のクラッチバッグ
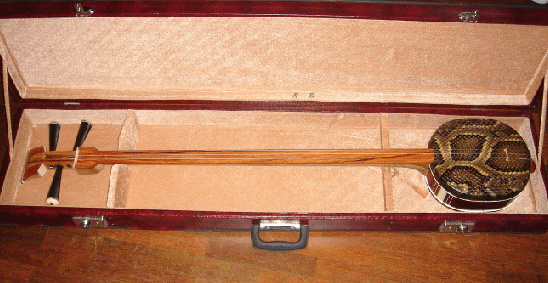
蛇皮で覆われた共鳴板を持つ中国の三弦

## 画像集

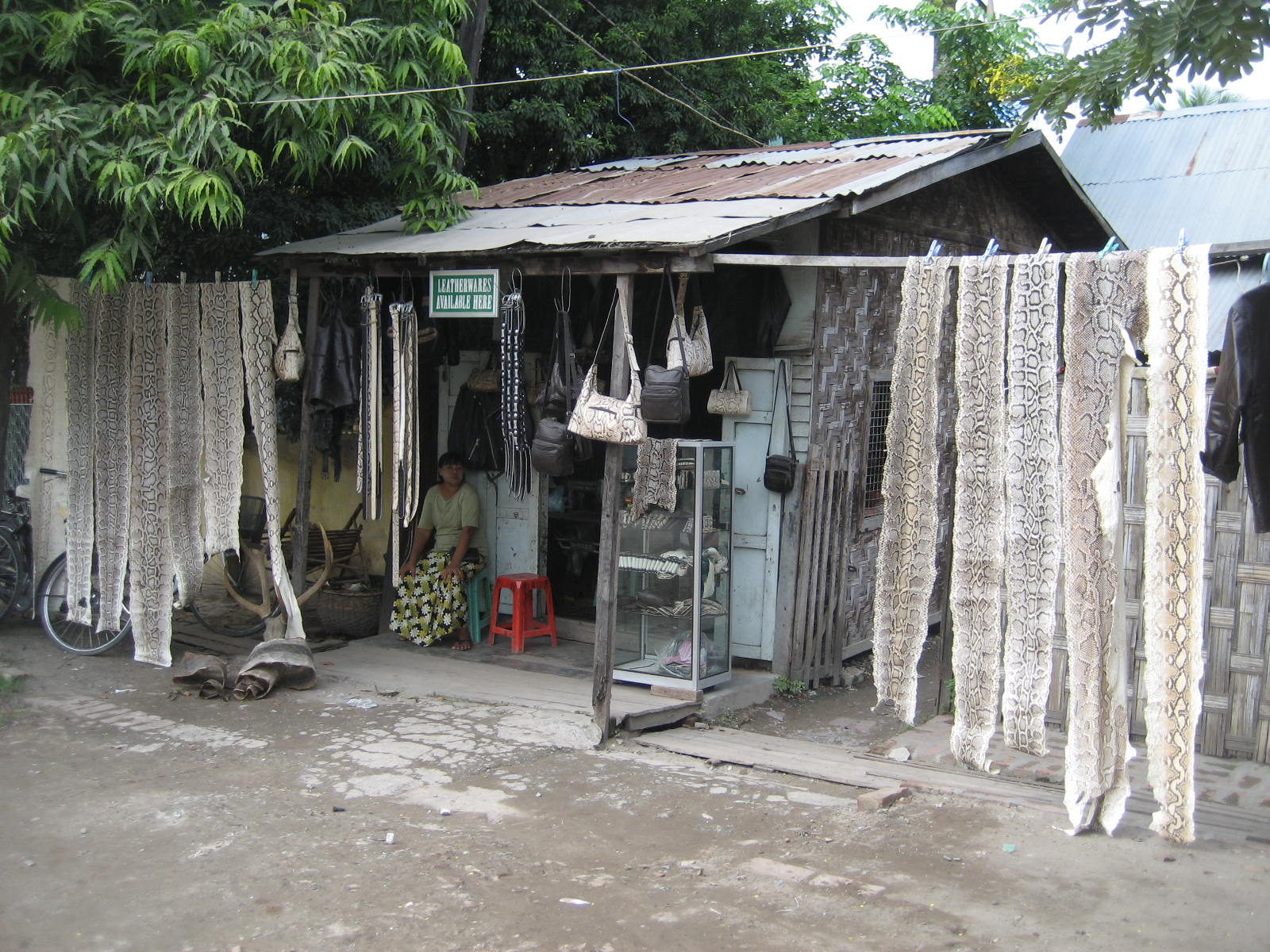
ビルマ、マンダレーの地元の店で売られているビルマニシキヘビとアミメニシキヘビの革製品と皮
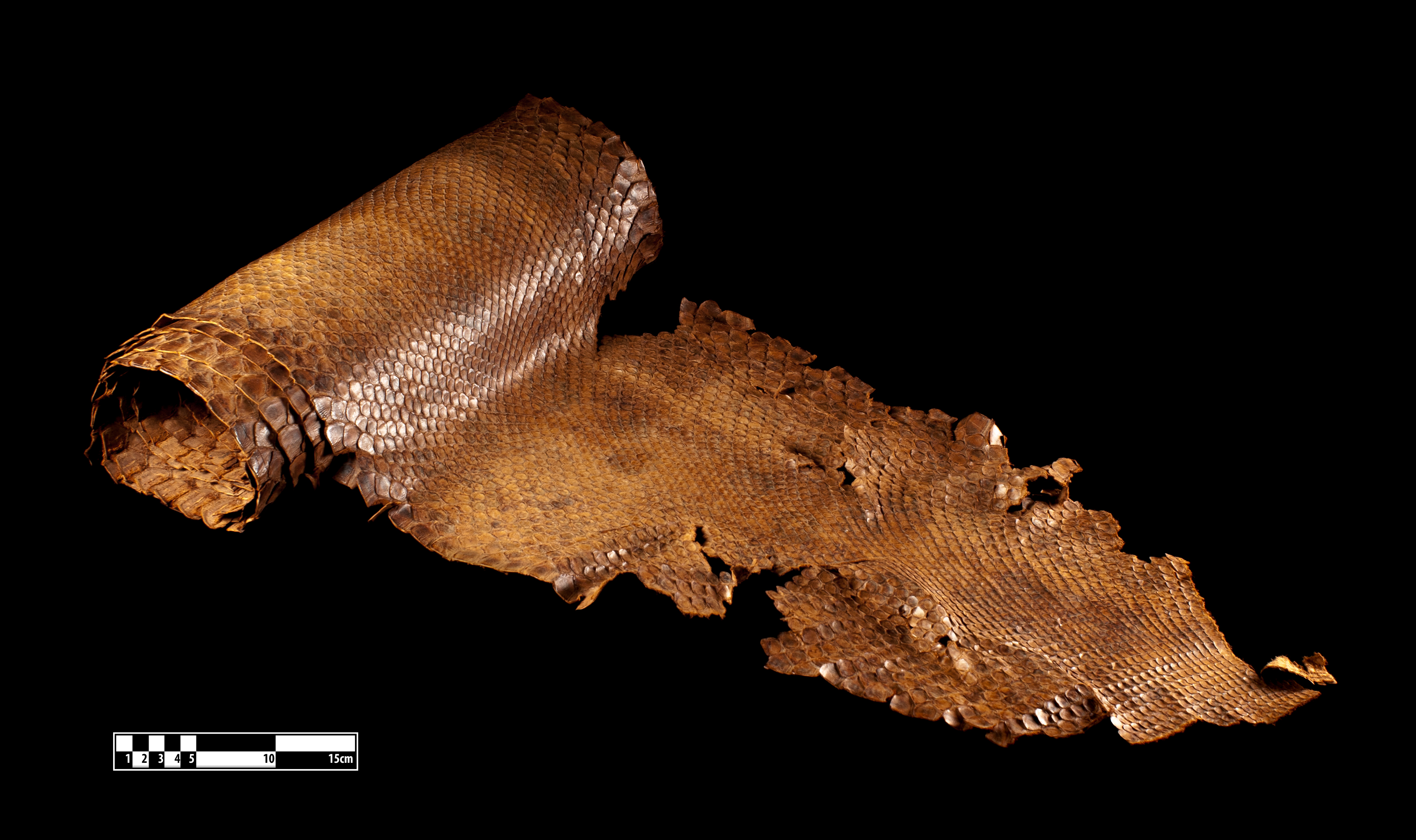
蛇皮の加工品
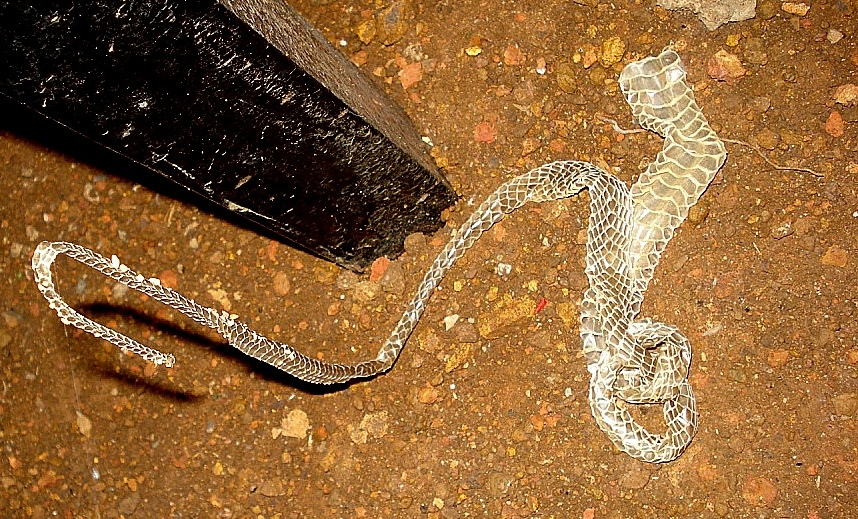
地面に落ちているヘビの抜け殻
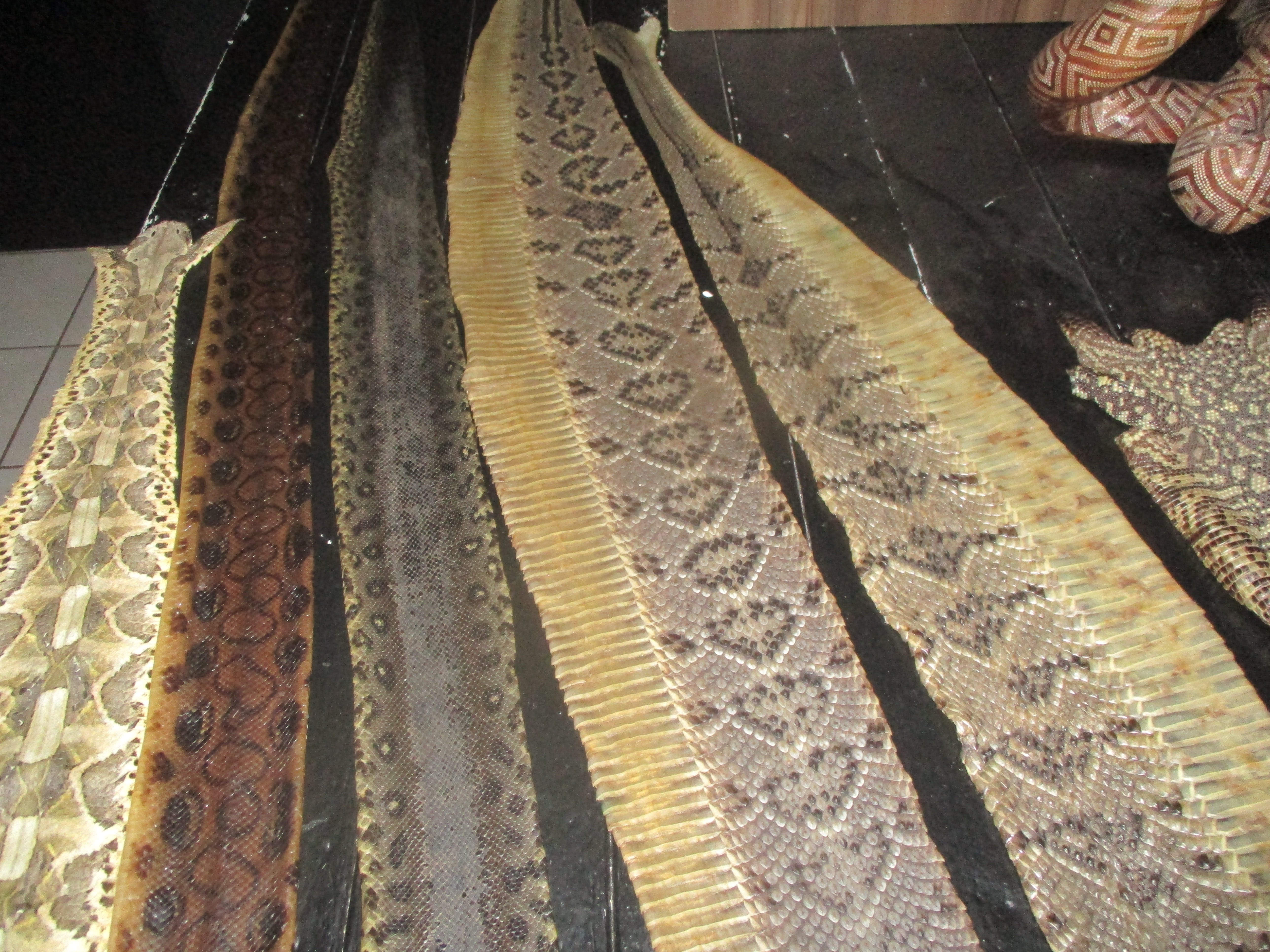
メキシコ、プエブラにある「生き物博物館（Museo vivnte）」のヘビの皮の展示